# Gliederkreuz

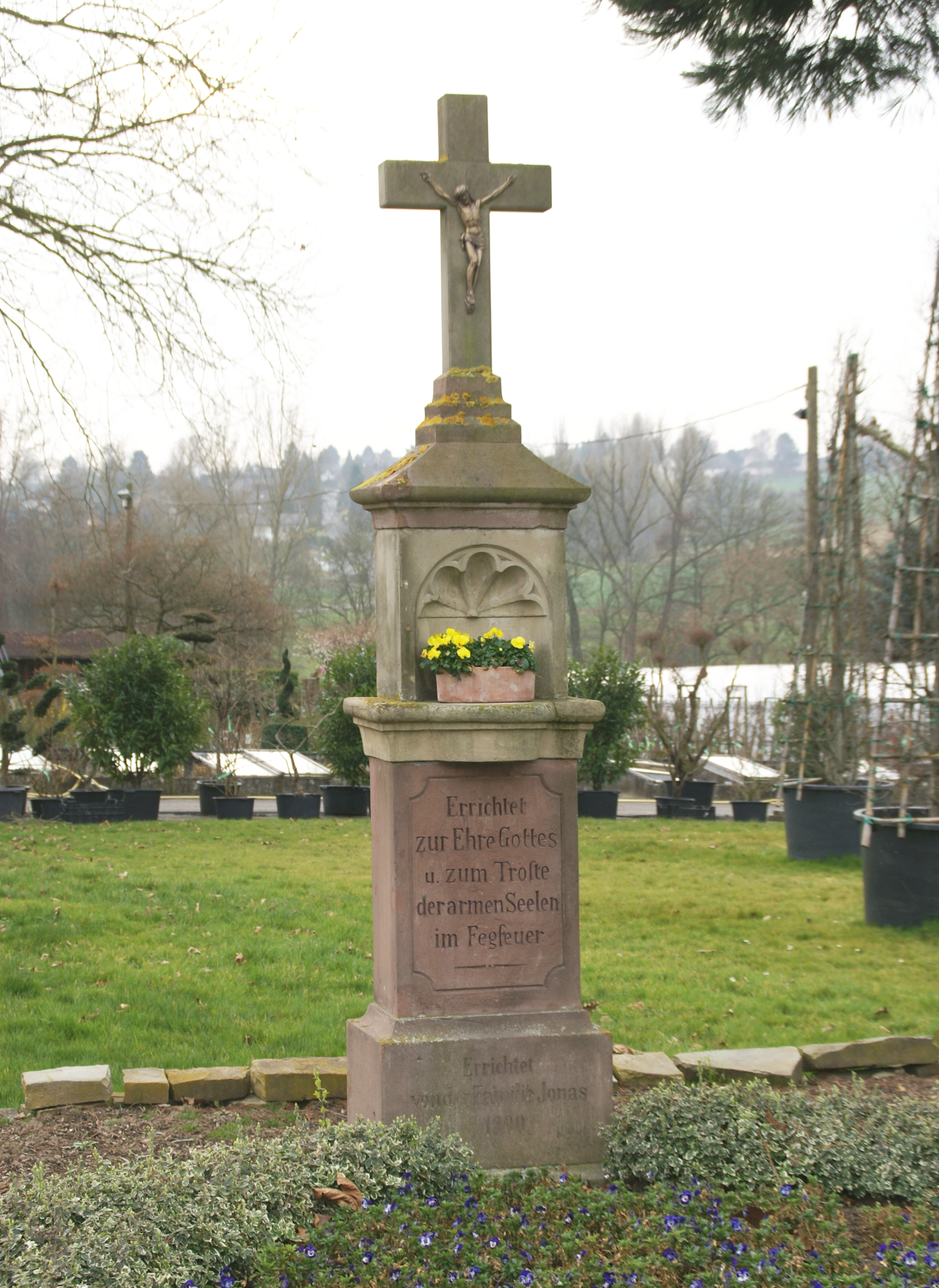
Beispiel eines Gliederkreuzes

Ein Gliederkreuz ist aufgrund seiner Bauweise eine spezifische Bauform eines Hochkreuzes.
Elemente des in der Regel in Stein gefertigten Gliederkreuzes sind (von oben nach unten) das Balkenkreuz oder Kruzifix, ein Kreuzfuß, eine Abdeckhaube, im Mittelteil eine Nische zur Exposition von Figuren oder Blumen, eine Zwischenplatte sowie Sockel und Basis. Einfachere Varianten des Gliederkreuzes mit weniger Bauelementen werden als Schaftkreuz bzw. Nischenkreuz, erweiterte Formen mit der Exposition bildlicher Darstellungen als Bildstock bezeichnet. Gliederkreuze sind häufig als Wege- bzw. Flurkreuze oder gelegentlich an Kirchen oder auf Friedhöfen in überwiegend katholischen Regionen wie z. B. im Rheinland zu finden.